# Wells Branch
Wells Branch – jednostka osadnicza w Stanach Zjednoczonych, w stanie Teksas, w hrabstwie Travis.